# Conflicto armado interno de Colombia entre 1974-1990
El Conflicto armado interno de Colombia entre 1974 y 1990 comprende la segunda etapa del Conflicto armado interno de Colombia, posterior al Frente Nacional, con los gobiernos de Alfonso López Michelsen (1974-1978), Julio César Turbay Ayala (1978-1982), Belisario Betancur Cuartas (1982-1986), y Virgilio Barco (1986-1990).
Colombia viviría un recrudecimiento en su conflicto armado interno, con factores como: la guerra contrainsurgente con la expansión de los grupos guerrilleros, la consolidación de los grupos paramilitares, la guerra contra el narcotráfico que influyó como fuente de financiación para varios de los actores armados (paso de la bonanza marimbera en la Costa Caribe a la expansión de la cadena de producción y exportación de cocaína), las tres guerras verdes (entre esmeralderos de Boyacá), y la falta de presencia del estado tanto social como militar en el territorio.  
El país experimentó transformaciones económicas que multiplicaron los conflictos sociales y crearon polos de desarrollo en las antiguas periferias, brindando así recursos a la expansión de los grupos irregulares. Esos cambios se centraron en la transición de Colombia de país cafetero a país minero y cocalero, con el dinamismo de nuevos sectores de la agroindustria del banano, las flores, la palma africana y de la minería con el carbón, el petróleo y el oro. 
Se consolidan los grupos guerrilleros existentes: las FARC-EP (pasan de 6 frentes en 1978 a aproximadamente 36 en 1990) bajo la dirección de Manuel Marulanda, Jacobo Arenas y Alfonso Cano; el ELN se recupera tras la Operación Anorí bajo la dirección del 'Cura Pérez', y de Nicolás Rodríguez Bautista 'Gabino'. Conforman con otros grupos la trilateral o Unión Camilista- Ejército de Liberación Nacional (UC-ELN), el M-19 (bajo la dirección de Jaime Bateman Cayón, Iván Marino Ospina, Álvaro Fayad y Carlos Pizarro Leongómez como guerrilla urbana y con guerra de movimientos en el occidente del país). 
Surgieron otros grupos guerrilleros como la Autodefensa Obrera (ADO) en 1976, el Partido Revolucionario de los trabajadores (PRT) en 1982, la primera guerrilla indígena del continente: el Movimiento Armado Quintín Lame (MAQL) en 1985 y la primera disidencia de las FARC-EP: el Comando Ricardo Franco en 1982. Las guerrillas buscaron agruparse en coordinadoras guerrilleras para acciones conjuntas y un frente único de negociación primero en la Coordinadora Nacional Guerrillera (CNG) en 1984, y posteriormente en la Coordinadora Guerrillera Simón Bolívar (CGSB) en 1987.
Los grupos paramilitares como estrategia contrainsurgente tienen un crecimiento regional (Autodefensas regionales), otros grupos fueron la Alianza Americana Anticomunista (AAA), Muerte a Secuestradores (MAS), grupos paramilitares regionales como las Autodefensas Campesinas de Córdoba y Urabá (ACCU) etc. y con la financiación del narcotráfico realizan la guerra sucia contra los movimientos políticos de izquierda y emergentes
Aparecen los grandes carteles de narcotráfico, en guerra con el estado colombiano y en ocasiones actuando como estructuras paramilitares, los principales carteles fueron el Cartel de Medellín (con participación en la tercera guerra verde) y el Cartel de Cali (participa en la guerra contra el Cartel de Medellín) y estructuras menores. El narcotráfico de cocaína y heroína, sería la fuente de financiación de varios grupos armados. 
Se recrudece la guerra con asesinatos, masacres, desapariciones, incursiones, desplazamientos forzados, tomas guerrilleras, secuestros, batallas, atentados terroristas, ocurren crímenes de lesa humanidad.
Se hicieron intentos de negociación entre el Gobierno Colombiano y los distintos grupos armados: los Acuerdos de La Uribe con las FARC-EP, los Acuerdos de Corinto (firmados en Corinto, Hobo y Medellín) con el M-19 y el EPL, diálogos con los narcotraficantes. Se inician las desmovilizaciones y dejación de armas por el M-19 en 1990, el EPL, el MA Quintín Lame y el PRT en 1991, para unirse a la Asamblea Constituyente de 1991.
El surgimiento de movimientos sociales y políticos como la Unión Patriótica (a partir de los Acuerdos de la Uribe), el Movimiento A Luchar, La séptima papeleta (por el cambio de la constitución que se daría finalmente en 1991), el Nuevo Liberalismo (de Luis Carlos Galán y Rodrigo Lara Bonilla) entre otros, y Paros Cívicos Nacionales (el más importante de la historia colombiana en 1977), la violencia contra trabajadores, sindicalistas y organizaciones sociales, sería una constante del periodo, y que aún se mantiene hasta la actualidad.
Para una lista de los hechos véase: Anexo:Cronología del Conflicto armado interno de Colombia entre 1974-1990 y Anexo:Hechos de violencia del conflicto armado interno en Colombia entre 1974-1990.

## Gobierno de Alfonso López Michelsen (1974-1978)

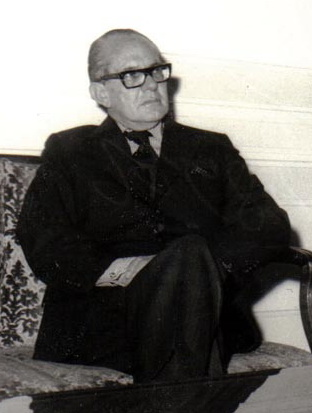
Alfonso López Michelsen. presidente(1974-1978)

Fue elegido el liberal Alfonso López Michelsen  en 1974, con el apoyo popular del MRL (Movimiento Revolucionario Liberal) de los años 60 .Oficialmente, era el final del Frente Nacional, y que le había cerrado el espacio político a terceras fuerzas como la ANAPO, permitiendo a las guerrillas justificar su existencia. Con los propósitos iniciales de la concertación y de la institucionalización de la democracia, bajo el lema del “Nuevo Trato”. Crisis militar que termina con la destitución del Comandante del Ejército Nacional, general Álvaro Valencia Tovar. López Michelsen incumplió las promesas de convertir a Colombia en el Japón de Latinoamérica, y a la misma bonanza económica que vivía el país (gracias a los altos precios del café en el mercado internacional y al dinero del tráfico ilegal de cocaína y de la bonanza marimbera), tuvo que decretar el estado de emergencia económica que dio paso al establecimiento de un control de gastos del Estado y la eliminación de los subsidios, debido a la inflación. Abriría la carrera militar para las mujeres. El 9 de septiembre de 1977 se presentó el primer caso formalmente denunciado de desaparición forzada en Colombia el de Omaira Montoya Henao desaparecida por el F2 y el Ejército Nacional.

### Reorganización de las guerrillas

#### Reorganización de las FARC, ELN y EPL
López intentó realizar una mayor apertura, por un lado hacia el movimiento sindical, y por el otro se propuso negociar con el ELN. Pero la oposición de los militares y la renuencia de los guerrilleros a entregarse, hizo fracasar las negociaciones. Otro propuesta semejante, salida del seno de las FARC, se abortó por la misma causa, las FARC realizaron tomas guerrilleras, secuestros, continuaron su expansión y su quinta conferencia, entre septiembre 4 al 6 de 1974, en El Pato, en las estribaciones del Nevado del Huila. Creando el Secretariado de las FARC-EP conformado por Manuel Marulanda Vélez, Jacobo Arenas, Martín Villa, Asnardio Betancourt Balín, Nestor Arenas Tigre Mono y Rigoberto Lozada Joselo. Entre el 18 y el 25 de enero de 1976, realizan la sexta conferencia en el río Duda, cerca a la Sierra de la Macarena (Meta), afianzando su crecimiento militar y político.
En consecuencia, las guerrillas se negaron a rendirse o a desaparecer y continuaron alzadas en armas. Lo que queda del ELN tras la Operación Anorí de 1973 se reorganiza bajo el mando del ‘Cura Pérez’ y Nicolás Rodríguez Bautista ‘Gabino’ en el sur de Bolívar, se responsabiliza al presidente López del fin del cerco sobre el ELN en la Serranía de San Lucas. El ELN el 7 de septiembre de 1975, asesina al inspector general de las FF.MM. general Ramón Arturo Rincón Quiñónez. Pedro León Arboleda comandante del EPL fue abatido en 1976, en Cali.

#### Acciones del M-19
José Raquel Mercado, dirigente de la Confederación de Trabajadores de Colombia (CTC), fue secuestrado y asesinado por el M-19, acusado de “traicionar a las clases populares” en abril de 1976, el M-19 también realizaron los secuestros de Hugo Ferreira Neira, gerente de Indupalma y exministro de agricultura en 1977; de Miguel de Germán Ribón, exembajador y productor de flores; y de Nicolás Escobar Soto, gerente de la Texas Petroleum, que moriría en la operación de rescate. También realizaron robos de armas y robo de camiones de leche y mercancías para repartirlas en sectores populares, realizan sus primeras seis conferencias en la clandestinidad.

### Bonanza marimbera e inicios del narcotráfico
El narcotráfico en Colombia se vio beneficiado por la llamada "ventanilla siniestra" del Banco de la República que permitió al Banco cambiar dólares por pesos sin tener en cuenta el origen de este dinero. Lo que permitió el lavado de dinero. La economía del tráfico ilícito de drogas venía operando en Colombia, desde finales de los años 60 cuando en la Costa Caribe, floreció el cultivo de la marihuana y se dio la bonanza marimbera. El mercado norteamericano, empezaría a derivar hacia la cocaína, producto originado en la mata de coca y cultivada originalmente en los países andinos (Bolivia y Perú) y era procesada en el sur de Colombia para convertirla en cocaína, y luego esta era redistribuida por las mafias locales hacia Estados Unidos.
El gobierno de Jimmy Carter, tenía una lista negra de funcionarios del gobierno de Alfonso López vinculados a la corrupción y al narcotráfico  entre los cuales se encontraban: Julio César Turbay, el general y ministro de defensa Abraham Varón Valencia, el ministro de trabajo Óscar Montoya Montoya, el hijo de López, Alfonso López Caballero y otros varios oficiales y políticos ligados a la red de narcotráfico de Griselda Blanco. 

### Paro Cívico Nacional de 1977
Un creciente deterioro del poder adquisitivo afectó a los trabajadores, la inflación aumentó y una fuerte recesión en los sectores no cafeteros de la economía. Como respuesta a esta difícil situación, a partir de 1975 se dio un aumento en los conflictos laborales. El 14 de septiembre de 1977, se llevó a cabo el Paro cívico nacional de 1977, en protesta contra el gobierno, fue el más grande y violento de la historia de Colombia (33 personas perdieron la vida, hubo cerca de 3.000 heridos y miles de detenidos). El Gobierno interpretó lo que había pasado como la posibilidad de una revolución. Entonces dedujo que había que adoptar una política represiva. En diciembre de 1977, 33 mandos de las Fuerzas Militares propusieron al Presidente la adopción de una legislación de emergencia para dar facultades extraordinarias a las Fuerzas en el marco de las protestas sociales, López no aceptó. Las guerrillas lo entendieron en clave de insurrección: el M-19, la Autodefensa Obrera (ADO), el ELN y las FARC (algunos de sus dirigentes llegó a decir que al Paro de 1977 solo le faltaron los fusiles) fortalecieron su brazo urbano, y se relanzaron ante la sociedad con una nueva imagen, como la de los auténticos delegados del pueblo. La insurgencia creyó hallarse a las puertas de una situación prerrevolucionaria y se movilizó para ello.

## Gobierno de Julio César Turbay (1978-1982)

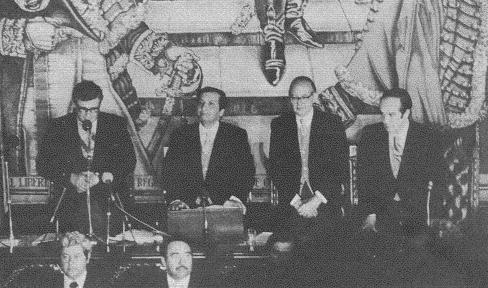
El presidente Julio César Turbay jurando su cargo ante el senado.

Elegido el liberal Julio César Turbay Ayala  en medio de una abstención electoral alta (solo votó el 45% de la población con capacidad para hacerlo).El Gobierno se hallaba en crisis: la economía colapsaba y crecía la oposición de todos los sectores a la política de orden público y a la violación de los DD.HH. 

### Estatuto de Seguridad
Debido al crecimiento de las guerrillas y en respuesta a una carta de la oficialidad del Ejército Nacional firmada el 17 de diciembre de 1977, en la que reclamaban mayores poderes, Turbay expidió amparado en el estado de sitio, el 6 de septiembre de 1978 el polémico Estatuto de Seguridad. Se limitaron las libertades de expresión y movilización, se amplió el marco del Código Penal Militar sobre los civiles y se consagró la violación del habeas corpus. Fue desempolvado el Artículo 28 de la Constitución de Colombia de 1886, que permitía la detención hasta por 10 días de personas sospechosas de alterar el orden público. Además, tales recursos jurídicos facilitaron los excesos de la fuerza pública, al permitirles realizar detenciones arbitrarias y prolongadas, interrogatorios con torturas y procesos militares sin garantías de defensa. Se presentaron violaciones a los Derechos Humanos, una ofensiva contra los sindicatos y las centrales obreras. En este periodo entre 1972 y 1983 se presentaron asesinatos, torturas, detenciones contra miembros de la Unión Nacional de Oposición (UNO).

### Guerra con las Guerrillas

#### Guerra con el M-19
La Autodefensa Obrera (ADO) asesina al exministro de Gobierno, Rafael Pardo Buelvas. La noche del 31 de diciembre de 1978, el M-19 realizó el Robo de armas del Cantón Norte en Bogotá y robaron 5000 armas. El Ejército Nacional en contraofensiva, desarticula varias de sus redes. En febrero de 1980, el M-19 realiza la Toma de la embajada de la República Dominicana y secuestró a 15 diplomáticos: 67 días después, tras las negociaciones con los rebeldes, estos viajaron a Cuba con algunos de los rehenes y allí los liberaron, dando fin a la toma. Parte de la opinión pública manifestaba su aprobación a las propuestas de acuerdo nacional que difunden los miembros del M-19 desde la cárcel. El M-19 realiza la fallida invasión por la Costa Pacífica por una columna de 150 hombres, detenida por la Operación Córdova de las FF.MM.
El M-19, el 11 de marzo de 1981 se toma Mocoa (Putumayo). El gobierno planteó en marzo, una primera Ley 37 de Amnistía, que a causa de sus múltiples restricciones fue rechazada por las guerrillas, que atacaron nuevamente: las FARC, el 11 de julio en San Vicente del Caguán (Caquetá):9 muertos y luego el M-19 en agosto toma Belén de los Andaquíes y atacó con disparos de mortero la Casa de Nariño el 20 de julio de 1981. El presidente conformó en septiembre de 1981 una Comisión nacional de paz, integrada por 9 miembros y encabezada por Carlos Lleras Restrepo, que fracasó en el diálogo con los insurgentes. El 20 de octubre de 1981, el M-19 Secuestro del Curtiss C-46 de Aeropesca en Medellín, lo cargaron con armas en La Guajira y finalmente lo hicieron acuatizar en el Río Orteguaza (Caquetá). El 15 de noviembre, se presentó el hundimiento de El Karina (embarcación del M-19) por la Armada Nacional, cuando pretendía ingresar un arsenal por la costa pacífica. La Comisión Nacional de Paz continuó con sus labores y propuso una amnistía, expedida por el Decreto ley 474 de 1982 recibió una nueva negativa como respuesta.

#### Expansión de las FARC-EP

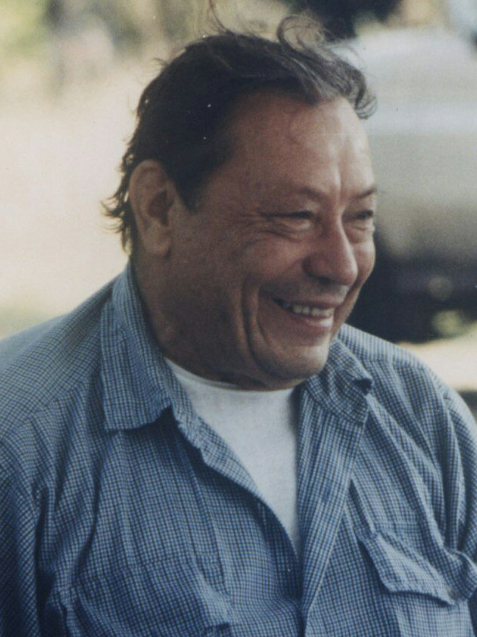
Manuel Marulanda, comandante máximo de las FARC-EP

Las FARC celebraron su Sexta conferencia en 1978 y su Séptima conferencia entre el 4 y 14 de mayo de 1982 en Guayabero (Meta) agregando la sigla EP (Ejército del Pueblo) al nombre de las FARC, desde entonces FARC-EP. Además se adoptó un plan militar inmediato, se tomaron disposiciones en el marco financiero, asignando cuotas de dinero a cada frente. Cuotas que deberían recaudar de los grandes capitalistas, empresarios del país, y grandes barones de la droga, dando instrucciones en todo caso de que no apareciera el nombre de la organización involucrado. Los cinco años que siguieron serían de una vertiginosa expansión de las FARC-EP por amplios espacios del país. El crecimiento de frentes fue significativo en el Meta, Putumayo, Huila, Cundinamarca, Santander, Casanare, Norte de Santander, Bolívar, Antioquia, Chocó, Valle del Cauca, Cauca, Tolima y la Sierra Nevada de Santa Marta. Ello le permitió al secretariado unir sus cuarteles del sur-oriente a una salida al mar por Urabá, multiplicaron sus frentes pasando de 6 en 1978 a 27 en 1982. Realizan el Ataque a Puerto Crevo (Meta) el 18 de agosto de 1980, (la denominada Operación Cisne Tres por la subversión) fue el primero en el que una unidad completa de las FF.MM. es reducida.
Tras un rechazo inicial al narcotráfico, los frentes de las FARC-EP terminarían cobrando 'vacunas' o extorsiones y “gramaje” a los grandes capos, cultivadores y raspachines. Ese sería el origen de la disputa de Gonzalo Rodríguez Gacha, capo del Cartel de Medellín, con las FARC-EP, quienes le destruyeron laboratorios para el procesamiento de cocaína, además de robarle cargamentos y dinero en efectivo en 1983. Gacha tomó las banderas de la contrainsurgencia y empezó a apoyar con recursos, entrenamiento y armas a los paramilitares de Puerto Boyacá (Boyacá)que luego entrenaron a los paramilitares de otras regiones.

#### Reorganización del EPL
El EPL, por su parte se rehízo bajo la dirección de los hermanos Calvo: Oscar William Calvo y 'Ernesto Rojas'. En abril de 1980, el IX Congreso del Partido Comunista de Colombia - Marxista Leninista rompió con las tesis maoístas, puso énfasis en el trabajo político de masas y abrió paso a la conformación de importantes núcleos de milicias urbanas (Bogotá, Cali y Cartagena), combinando este proceso de desarrollo con la utilización de instrumentos legales de lucha democrática. Desde el Noroccidente sus frentes se extenderían hacia Antioquia, el Eje Cafetero y Santander, mientras se incorporaron nuevos cuadros dirigentes como Bernardo Gutiérrez, (antiguo militante de las FARC). En Urabá, después de 1980, las FARC-EP y el EPL entrarán en una disputa, primero política y luego militar, con la movilización y utilización de sindicatos: Sintrabanano del PC (FARC-EP) y Sintagro del PCC-ML (EPL).

### Narcotráfico en Colombia
La primera generación de narcotraficantes se originó en los años 70´s presentes en Medellín y el Centro del país que, en gran parte, eran antiguos contrabandistas de mercancías que fueron liquidados en guerras internas; le sucedería una generación más activa de la que serían exponentes Pablo Escobar, su primo Gustavo Gaviria, Rafael Cardona Salazar, los hermanos Ochoa y Griselda Blanco (sobreviviente de la primera etapa) en Antioquia; Carlos Lehder en Armenia; Gonzalo Rodríguez Gacha en el centro del país; Benjamín Herrera Zuluaga, Miguel y Gilberto Rodríguez Orejuela, José Santacruz Londoño, Helmer Herrera y los Hermanos Henao en el Valle del Cauca y José Rafael Abello en la Costa Atlántica. Sus redes en Norteamérica, y la diáspora colombiana en el exterior les permitieron controlar rápidamente el negocio y obtener grandes beneficios económicos. A partir de la Administración López la economía de la coca iniciaría su apogeo. El gobierno Turbay emprendería las primeras acciones contra el narcotráfico presionado por los Estados Unidos, al lanzar una ofensiva contra los cultivos de marihuana en la Costa Caribe (Operación Fulminante) y firma en 1979 el Tratado de Extradición con la Administración de Jimmy Carter; medidas poco eficaces al no haber una política nacional contra este fenómeno, ya que el narcotráfico era considerado un delito menor en Colombia. El tráfico de drogas se intensificó, entre cruzándose con la expansión insurgente y terminó favoreciendo al negocio ilícito; Grandes zonas del sur del país, donde era prácticamente inexistente la presencia del Estado, se llenaron inicialmente de pistas clandestinas y laboratorios donde era procesada la cocaína, y aparecen los cultivos ilícitos, con la formación de carteles de la droga como el Cartel de Medellín una alianza que incluiría a las dos mayores cabezas del negocio: Pablo Escobar y Gonzalo Rodríguez Gacha. También se constituirán los de la Costa, del Amazonas (ambos, cercanos al primer grupo), y el Cartel de Cali. En febrero de 1980 es asesinado el director de la Aerocivil Fernando Uribe Senior en Medellín. En octubre fue asesinada por orden del Cartel de Medellín la jueza Ana Cecilia Cartagena.

### Consolidación del Paramilitarismo
El M-19 secuestró en 1981 a Martha Nieves Ochoa, hermana de los narcotraficantes del Cartel de Medellín, los hermanos Ochoa Vásquez (Jorge Luis, Juan David y Fabio), e intentaron secuestrar a Carlos Lehder, los capos reaccionaron creando el grupo MAS (Muerte A Secuestradores), organización paramilitar. Cada uno de ellos aportó armas, dinero y hombres bajo las órdenes de Pablo Escobar Gaviria. Martha Nieves Ochoa fue liberada a principios de 1982, tras una ola de secuestros y asesinatos de militantes del M-19 y sus familias. La organización paramilitar, que contó con el activo respaldo de miembros de la Fuerza Pública, se aplicaría a la región del Magdalena Medio, donde nació la Asociación Campesina de Ganaderos y Agricultores del Magdalena Medio (ACDEGAM). Los homicidios y masacres se multiplicarán a partir de 1982, como la presentada entre el 4 y el 12 de agosto de 1983 en las veredas Cañaveral y Altos de Manila del municipio de Remedios (Antioquia), fue la masacre de 20 campesinos por soldados y paramilitares de Fidel Castaño Gil. Igualmente se constituyó  la Alianza Americana Anticomunista (AAA), un cuerpo paramilitar conformado por miembros del Ejército Nacional que realizaban la “guerra sucia” contra los grupos insurgentes, con torturas físicas y psicológicas en las Cuevas de Sacromonte en Facatativá. Este grupo, era parte de la llamada Operación Cóndor, planificada por Estados Unidos para impedir el avance comunista en el continente. Turbay levantó en junio de 1982 el estado de sitio que regía desde mediados del periodo de Alfonso López.

## Gobierno de Belisario Betancur (1982-1986)

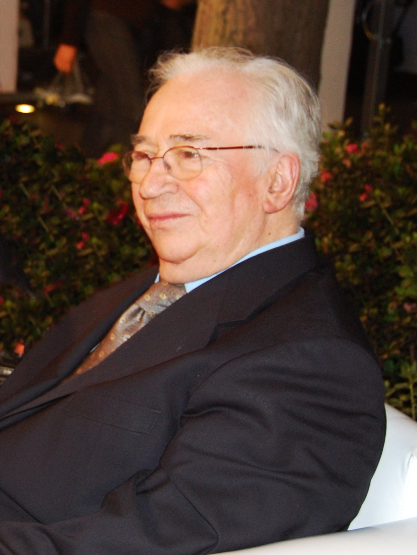
Belisario Betancur, presidente de Colombia (1982-1986)

En las elecciones presidenciales de 1982 fue elegido el conservador, Belisario Betancur, con el gobierno del “Movimiento Pluralista Nacional”, marcó un nuevo inicio en la política estatal al reconocer el carácter político del fenómeno guerrillero, pero esta política contó con oposición de las Fuerzas Militares. El Ejército Nacional se transformó en su estructura a partir del primer semestre de 1983 de 4 divisiones, cada una de ellas al mando de un Mayor general con su respectivo estado mayor y que englobaron dentro de su estructura jerárquica varias Brigadas. Efectivamente, las tropas estaban organizadas hasta entonces en brigadas que tenían unas jurisdicciones territoriales bastante limitadas, por lo que las divisiones cada una con un mando superior, tendrán bajo su responsabilidad áreas geográficas mucho más extensas (la I División inicialmente tenía a su cargo la Costa Caribe y Antioquia, la II División Santander, Norte de Santander y el Magdalena Medio, la III División la Región Pacífica y el Valle del Cauca y la IV División la Región de la Orinoquia y el Amazonas).

### Guerra y diálogos con las guerrillas
Se abrieron conversaciones con los grupos de “oposición armada”, dejando atrás las soluciones militares. El 18 de noviembre de 1982, el congreso aprobó la ley 35 de amnistía, proyecto del senador Gerardo Molina por lo cual cientos de guerrilleros presos fueron amnistiados y en libertad. Se presentó el secuestro y asesinato de Gloria Lara de Echeverri (exdirectora de las juntas de acción comunal, en noviembre de 1982 en un falso positivo judicial) por la Organización Revolucionaria del Pueblo. Se iniciaron los diálogos exploratorios con las FARC-EP, las ADO, el EPL y el M-19 (cuyo líder máximo Jaime Bateman Cayón murió en un accidente de aviación en Panamá el 28 de abril de 1983). En 1984 aparece el Movimiento Armado Quintín Lame en el Cauca, la primera guerrilla indígena de América. Se conforma la Coordinadora Nacional Guerrillera (formada por el M-19, la UC-ELN, el EPL y el MA Quintín Lame).

#### Reorganización del ELN
Mientras tanto, el ELN afectado por una importante ofensiva militar en 1973 y reorganizado en la frontera con Venezuela, celebró en 1983 la llamada Reunión de Héroes y Mártires de Anorí. Se eligió una junta directiva de 9 miembros y se nombró jefe político al sacerdote español Manuel Pérez Martínez (El Cura Pérez). Con la extorsión o vacunas y los robos a los sectores energéticos, mineros y agropecuarios, el ELN obtiene recursos financieros que le permitieron pasar de 100 hombres y 3 frentes en 1983 a 14 frentes y 1000 miembros en 1986. Ese mismo año en una nueva asamblea nacional, se conformó el Comando central (COCE) de 5 miembros y se dispuso la creación de los “frentes de guerra” (que deberían agrupar a los frentes de una misma región) dando a la organización una estructura federal. Se constituyeron 4 frentes de guerra: el nororiental, norte, noroccidental y suroccidental, prefigurando un quinto en el centro del país.

#### Acuerdos de La Uribe con las FARC-EP
Las FARC-EP realizaron una emboscada el 4 de febrero de 1983 al Ejército Nacional entre Huila y Caquetá,  Los primeros contactos de diálogo fueron el  30 de enero de 1983, entre Manuel Marulanda, Jacobo Arenas, Alfonso Cano y Jaime Guaracas por las FARC-EP y la comisión de paz por el Gobierno, durante 19 meses. Con las FARC-EP se  firman los acuerdos de la Uribe (Meta) el 28 de marzo de 1984. El 16 de mayo de 1984 la Policía Nacional realiza la Masacre de la Universidad Nacional de Colombia en Bogotá. Se llegó a acuerdos de tregua y cese al fuego con las FARC-EP y las ADO (24 de agosto de 1984), que fueron prorrogados en 1986. En este marco, sólo las FARC-EP permanecieron en el proceso de paz y conformaron con diversos grupos la Unión Patriótica, que obtendría en las elecciones legislativas de 1986: 11 curules en el parlamento y decenas de puestos en consejos municipales y asambleas departamentales. No obstante, estos avances se vieron amenazados por el incremento de la “guerra sucia” que se intensificó desde 1984, denunciada por múltiples organizaciones.

#### Acuerdos de Corinto, Hobo y Medellín con el M-19 y el EPL
Tras la muerte de Jaime Bateman en un accidente aeronáutico en 1983 en Panamá, y la reunión del presidente Betancur con Álvaro Fayad e Iván Marino Ospina comandantes del M-19 en noviembre de 1983 en Madrid (España). Con el M-19 y el EPL las conversaciones exploratorias avanzaron con mayores tropiezos a causa de las continuas operaciones militares y enfrentamientos en el sur del país (Caquetá, Huila y Tolima) y el occidente (Cauca y Valle del Cauca) y en las principales ciudades, lanzaron múltiples ataques a partir de marzo de 1984:a Florencia (Caquetá), Corinto y El Palo (Cauca). El Ejército Nacional respondió con una fuerte ofensiva sobre el Frente Sur del M-19, al mando de Gustavo Arias ‘Boris’, también se enfrentaron con paramilitares en Antioquia y asesinado Carlos Toledo Plata, comandante y negociador del M-19 en Bucaramanga (Santander), tras lo cual  el M-19 asaltó Yumbo (Valle del Cauca) y fue herido en una emboscada Carlos Pizarro, se llegó a los acuerdos de Corinto (Cauca), Hobo (Huila) y Medellín con el M-19 y el EPL negociados por Iván Marino Ospina, y Álvaro Fayad, Carlos Pizarro y Gustavo Arias por el M-19 y por Oscar William Calvo y 'Ernesto Rojas' por el EPL con la comisión de paz por el gobierno, el 24 de agosto de 1984. El 25 de agosto de 1984, el Comando Pedro León Arboleda, disidencia del EPL, realizó un asalto en Bogotá: 2 muertos.
El comandante del Ejército Nacional, Miguel Vega Uribe y el ministro de defensa, General Fernando Landazábal (destituido en enero de 1984),mostraron sus desacuerdos. El presidente de la comisión de diálogo, Otto Morales Benítez, habló de “enemigos agazapados de la paz”. Otros grupos guerrilleros, como el  Comando Ricardo Franco disidente de las FARC-EP, y el ELN (al mando de Manuel Pérez Martínez ‘el cura Pérez’), que se negaron a firmar acuerdos con el Gobierno, el 14 de noviembre de 1985 asesinaron a su excomandante Ricardo Lara Parada en Barrancabermeja (Santander).

#### Rompimiento de acuerdos y recrudecimiento de la guerra con el M-19

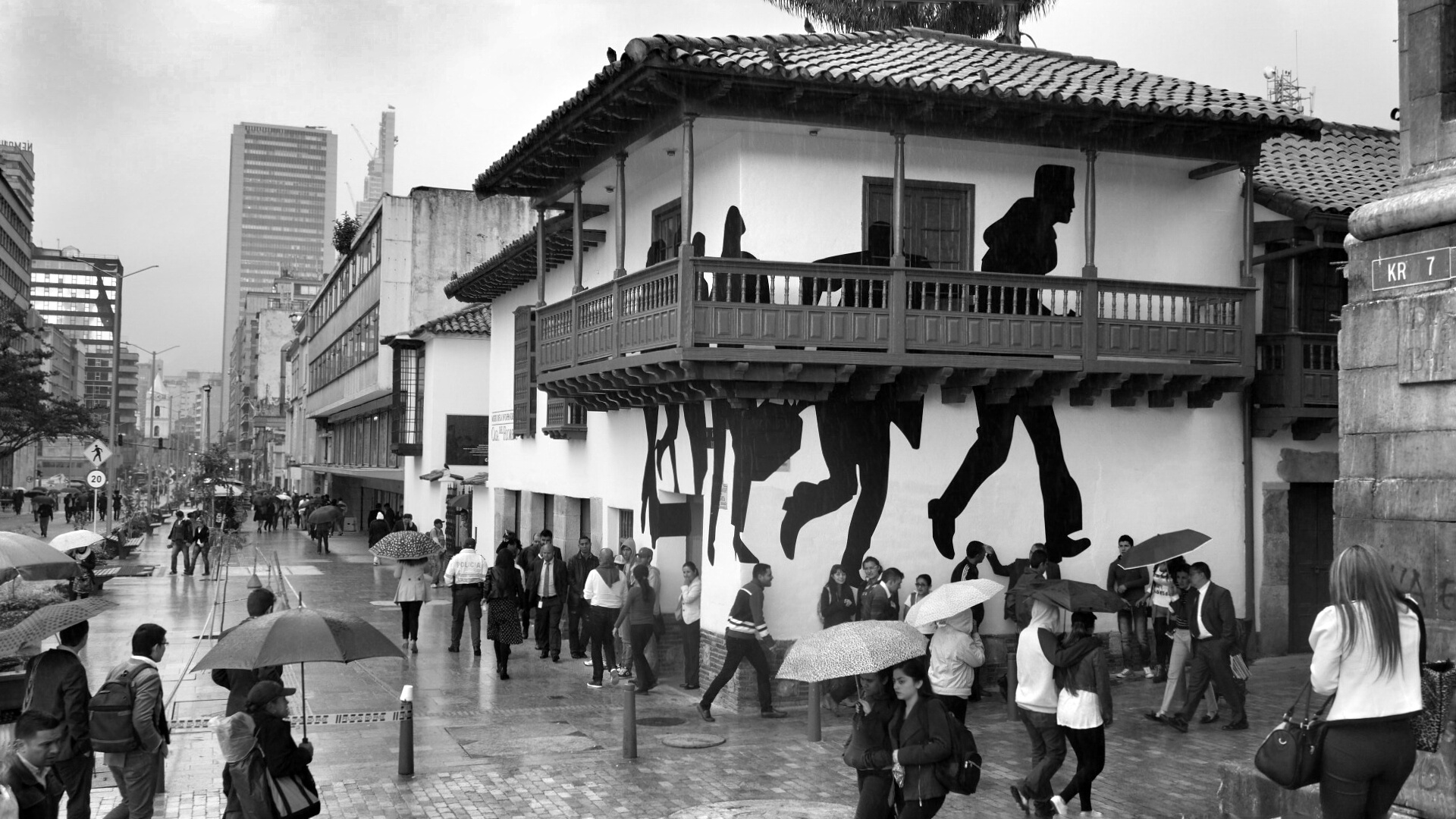
Museo del 20 de julio. El 6 de noviembre de 1985 durante la Toma del Palacio de Justicia por parte del M-19 el Museo del 20 de julio fue el lugar a donde la Fuerza Pública llevó muchos de los sobrevivientes de la toma, hubo torturas y desapariciones.

Entre el 20 de diciembre de 1984 y el 7 de enero de 1985 la Batalla de Yarumales en Corinto (Cauca) de 18 días enfrentó al Ejército Nacional y al M-19, durante la operación Garfio con 4000 soldados contra un campamento del M-19, ubicado en el Páramo de San Pablo en Corinto (Cauca), terminó con un nuevo acuerdo entre el gobierno y el M-19. Se estableció un campamento del M-19 en Los Robles (Cauca), el gobierno prohibió la realización de un congreso del M-19 en Bogotá: al final este se llevaría a cabo en Los Robles (Cauca)
Se continuó la campaña de “Guerra Sucia” contra guerrilleros amnistiados y líderes de izquierda, con asesinatos selectivos y desapariciones forzadas. El 15 de marzo de 1985 se realizó la marcha de "Desagravio por la paz y la democracia" convocada por el M-19 en Bogotá.En mayo de 1985 se registran combates en el Valle del Cauca; Antonio Navarro Wolff del M-19 fue herido en Cali.  En el Congreso de la República, los partidos tradicionales se opusieron al “Diálogo Nacional”, por lo cual la mayor parte del movimiento insurgente volvió a la lucha armada. El M-19 rompió la tregua el 20 de junio de 1985, día del frustrado Paro Cívico Nacional convocado por agrupaciones populares, “como reacción al hostigamiento político y al asesinato”. El 28 de junio, el M-19 atacó la población de Génova (Quindío): 15 muertos. Combates en Cauca, Valle del Cauca; la muerte del Comandante Iván Marino Ospina en Cali, el 28 de agosto; la masacre del Suroriente de Bogotá en por la cual en 1997, la Comisión Interamericana de Derechos Humanos (CIDH) determinó el asesinato extrajudicial de 10 militantes y 1 civil, por la Fuerza Pública el 30 de septiembre de 1985 tras el robo de un camión de Leche, en octubre de 1985 atentado al general Rafael Samudio Molina, asalto al Batallón Cisneros en Armenia (Quindío)
El 6 de noviembre de 1985 el M-19 realiza la Toma del Palacio de Justicia en Bogotá tomaron como rehenes a cerca de 300 personas, entre ellas los magistrados de la Corte Suprema de Justicia y del Consejo de Estado. La rápida reacción en la retoma del Palacio por la Fuerza Pública  durante 28 horas:94 muertos, entre ellos 11 magistrados de la Corte, decenas de heridos y 11 desaparecidos en circunstancias sin esclarecer. El M-19 y el EPL forman la Fuerza Conjunta con el M-19 en Antioquia que realizó la Toma de Urrao (Antioquia) el 18 de noviembre de 1985.El EPL rompió también el cese al fuego tras el asesinato en Bogotá de Oscar William Calvo. Entre noviembre de 1985 y enero de 1986 se presenta la Masacre de Tacueyó 164 muertos por el grupo disidente de las FARC-EP: Comando Ricardo Franco Frente-Sur. El 30 de noviembre: Operación contra el M-19 por el Ejército Nacional en el Barrio Siloé de Cali:15 muertos; combates de la IV Brigada con el Frente 5 de las FARC-EP en Las Cañas, Urabá(Antioquia): 22 muertos.
Ofensiva del M-19 en el suroccidente colombiano: El 19 de enero de 1986 emboscada al Ejército Nacional en el Alto de Méndez en Silvia (Cauca). 10 muertos y 3 secuestrados, el 24, fuerzas especiales rescataron a los secuestrados:21 muertos en Totoro (Cauca). El M-19 atacó Morales (Cauca) el 3 de febrero. Las FF.MM. movilizan al menos 6 batallones que se enfrentaron al Batallón América integrado por unos 500 hombres del M-19 y del Movimiento Armado Quintín Lame, de Colombia; de Alfaro Vive, de Ecuador, y el Movimiento Revolucionario Tupac Amaru, de Perú con el objetivo de tomarse la ciudad de Cali con el apoyo de las milicias populares de dichos barrios. El Batallón América estuvo comandado por Carlos Pizarro y Gustavo Arias. El 12 de marzo, atacaron Cali desde la Región del río Pance. El 13 de marzo Álvaro Fayad fue asesinado en confusos hechos, en un operativo de la Policía Nacional en Bogotá. Mientras el 24 de julio de 1986 murió asesinado Gustavo Arias Londoño 'Boris' del M-19 en Andes (Antioquia) por la Policía Nacional.

### Crecimiento de los Carteles de la droga y del paramilitarismo

#### Narcopolítica  y Tratado de extradición

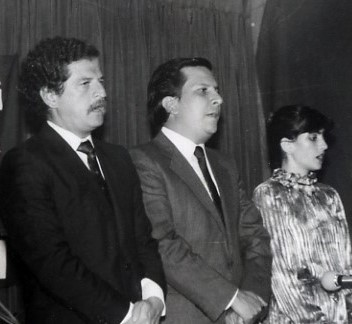
Luis Carlos Galán y Rodrigo Lara Bonilla. Líderes del Nuevo Liberalismo asesinados por el Cartel de Medellín.

El auge del tráfico de cocaína a Estados Unidos con los Carteles de Medellín y Cali, que compran fincas, casas y edificios y constituyen empresas para lavado de dinero. La reforma tributaria de 1983, planteó la alternativa de incorporar los dineros calientes a la economía legal colombiana.
Se sondeó además la posibilidad de la legalización de las drogas y la expedición de un marco legal que permitiera a los barones de la coca, su participación en la vida social, legal y política del país. El nacimiento del Movimiento Latino Nacional de Carlos Lehder y de Civismo en Marcha de Pablo Escobar, quien ocupó un puesto en la Cámara de Representantes. El Nuevo Liberalismo, movimiento liderado por Luis Carlos Galán y Rodrigo Lara Bonilla (nombrado Ministro de Justicia por Betancur) fueron oposición a la narcopolítica. Los primeros intentos de diálogo entre los narcotraficantes y el Gobierno sobre el tratado de extradición a los Estados Unidos. En una conversación con el procurador Carlos Jiménez Gómez en octubre de 1983, mostró su rechazo a la extradición y acordó con los narcos, su retiro de la política. Así fue que al final, pese a los intentos de sabotear la acción del ministro Lara en el congreso, denunciando su supuesta relación con Evaristo Porras, narcotraficante del Amazonas, Escobar se vio obligado a renunciar definitivamente a la actividad política. La Policía Nacional al mando del Coronel Jaime Ramírez Gómez desmanteló el complejo cocalero de Tranquilandia, en marzo de 1984. El 30 de abril de 1984, fue asesinado Rodrigo Lara Bonilla en Bogotá por el Cartel de Medellín.
El gobierno ratifica e implementa el Tratado de Extradición a los Estados Unidos, firmado por el gobierno de Turbay. El gobierno amplió el estado de sitio a todo el país con el Decreto 1038 y con el Artículo 121 generó casi toda la legislación regulatoria del narcotráfico en Colombia, en especial el Estatuto Nacional de Estupefacientes (Ley 30 de 1986). Con este marco legal, Betancur inició la primera gran guerra contra el narcotráfico: se dispuso del embargo y del secuestro de bienes y del aumento de penas y multas para delitos asociados al narcotráfico, pasando estos al conocimiento de la Justicia Penal Militar. Los principales cabecillas del Cartel se refugian en Panamá (con la complicidad del presidente de facto de ese país, Manuel Antonio Noriega) e intentaron en mayo de 1984,un fallido acercamiento al Estado. El dinero fue reemplazado por el terrorismo, regresaron al país e iniciaron una guerra total. La activación del proceso de extradición, en enero de 1985 con el envío de los primeros capturados a Estados Unidos, El cartel de Medellín expande sus rutas (México, Nicaragua y Cuba) y mercados. Aumenta la corrupción dentro del gobierno, los partidos políticos, y la Fuerza Pública. 

#### Criminalidad, 'limpieza social' y asesinatos
Las bandas de sicarios de Medellín, Cali, Pereira y Bogotá pasan a controlar las ciudades desde 1985. Las tasas de homicidio aumentaron en todo el país desde mediados de la década de los ochenta y alcanzarán más de 20.000 anuales a contar de 1988. La criminalidad común también crecerá y la respuesta de la Policía, en forma de sangrientas represalias y campañas de “Limpieza social”, sólo aumentará progresivamente las dimensiones del problema. El 26 de noviembre de 1984 Los Extraditables, atentado a la embajada estadounidense en Bogotá y el 23 de junio de 1985 ordenaron la muerte del juez Tulio Manuel Castro Gil quien llevaba el caso de Rodrigo Lara Bonilla. Carlos Lehder buscó refugio entre varios frentes guerrilleros y se declaró luchador contra el Imperialismo estadounidense.
Los Extraditables asesinaron en febrero de 1986 en Baton Rouge (Florida) al piloto y testigo ante la justicia estadounidense Barry Seal, en julio al magistrado Hernando Baquero Borda y al periodista de El Espectador Roberto Camacho Prada, y el 18 de agosto al Capitán de la policía antinarcóticos Luis Alfredo Macana. Evitaron que Jorge Luis Ochoa y Gilberto Rodríguez Orejuela capturados en España y ambos reconocidos narcotraficantes, fueran extraditados a Estados Unidos y fueran deportados a Colombia donde pagaron irrisorias penas de cárcel.
Los dos carteles no habían entrado en pugna y respetaban sus respectivos mercados y territorios, aunque la atención de las autoridades se centraba sobre el Cartel de Medellín, que controlaban hasta un 80% del lucrativo negocio. El Cartel de Cali en septiembre de 1986 asesina al periodista del Diario Occidente Raúl Echavarría Barrientos.

## Gobierno de Virgilio Barco (1986-1990)

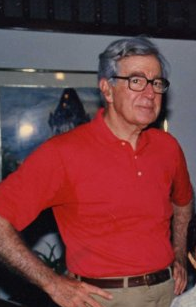
Virgilio Barco, presidente de Colombia 1986-1990

Antes de las elecciones presidenciales de 1986, Colombia se presentaron la Toma al Palacio de Justicia, la Tragedia de Armero,los debates sobre una profunda reforma a la centenaria Constitución de 1886,  los diálogos con la subversión y la lucha contra los carteles de la droga. El liberal Virgilio Barco, con 4,8 millones de votos, ganó por un amplio margen a sus contrincantes: Álvaro Gómez Hurtado, del Partido Conservador; y Jaime Pardo Leal, de la Unión Patriótica (UP). Se realizó la primera elección popular de alcaldes en 1988 y se creó la Consejería Presidencial para los Derechos Humanos. Retomó y fortaleció el Programa Nacional de Rehabilitación (PNR) amplió los programas del fondo de Desarrollo Integral Campesino (DRI).  y reinició las conversaciones de paz con la guerrilla. Las Fuerzas Militares pasan de 150000 en 1988 a 210000 en 1989.El Ejército Nacional que contaba ahora en sus filas 140000 hombres, empezó a conformar con los primeros contingentes de soldados profesionales (unos 2000 inicialmente), se crean 14 batallones contraguerrilla (BCG) y adquiere helicópteros UH-60 Black Hawk en julio de 1988.

### Recrudecimiento de la Guerra con las guerrillas

#### Ofensiva y Acuerdos de paz con el M-19
El M-19, a la ofensiva entre noviembre de 1985 y marzo de 1986, enfrentó una arremetida del Ejército Nacional a partir de marzo de 1986 que  movilizó quince mil soldados de las Brigadas III (Cali) y X (Melgar), con refuerzos mecanizados provenientes de la Brigada XIII (Bogotá), y respaldados por artillería, tanques Urutú y Cascabel, helicópteros artillados y aviones de bombardeo T-33 y T-37. En septiembre de 1988 el Gobierno reconoció un interlocutor político válido en la insurgencia. El gobierno creó para ello la Consejería para la paz de la presidencia . Luego de liberar al político conservador Álvaro Gómez Hurtado secuestrado en mayo de 1988, el M-19,se acogió a la fórmula del gobierno e inició conversaciones con la Consejería de paz en enero de 1989. Las conversaciones fueron lideradas por Carlos Pizarro y el consejero de paz Rafael Pardo. Se conformaron Mesas de Análisis y Concertación, acordadas por ambas partes. En 1989 en medio de las negociaciones fue asesinado en Bogotá Afranio Parra junto a otros militantes por la Policía Nacional. Este proceso duró 14 meses y fue iniciado en enero de 1989 y finalizó con la firma del acuerdo de paz el 9 de marzo de 1990. Fue el primer grupo en desmovilizarse en Colombia y en obtener participación política. Como resultado de dicho proceso el 9 de marzo de 1990 se desmovilizaron sus 1000 miembros, reincorporándose a la vida civil. Su exitosa participación en las elecciones locales y parlamentarias como Alianza Democrática M-19, donde agrupado con otros movimientos de izquierda obtuvo 100.000 votos. El 26 de abril de 1990, en un vuelo entre Bogotá y Barranquilla fue asesinado Carlos Pizarro Leongómez, excomandante del M-19 y candidato presidencial, reemplazado por Antonio Navarro Wolff.

#### Ofensiva del ELN y rompimiento de la tregua con las FARC-EP

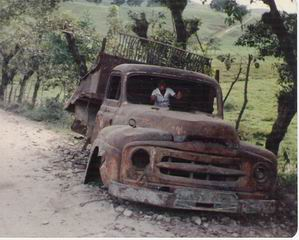
Camión destruido por grupos armados en una carretera.

El ELN incrementó sus extorsiones a multinacionales y atentados contra la infraestructura petrolera como el oleoducto Caño Limón Coveñas en 1986,formó la trilateral guerrillera junto al Movimiento MIR Patria Libre y el Partido Revolucionario de los Trabajadores (PRT) conocida como Unión Camilista - Ejército de Liberación Nacional (UC-ELN), lanzando una incursión hacia Venezuela en mayo de 1987. Entre 1987 y 1990 el ELN pasó de tener 1.200 hombres en 1987 a 2.300 en 1990 y pasó de 14 a 23 frentes rurales, consolidando de esta manera sus cinco Frentes de guerra.  El 25 de abril, el ELN incursiona en Nuevo Colón (Cesar) Mientras los paramilitares contraatacaron en Antioquia y el Meta, el ELN y las FARC-EP lanzaron un nuevo asalto conjunto el 12 de julio de 1988, contra un puesto del Ejército Nacional en zona rural de El Bagre (Antioquia):15 muertos.
Las FARC-EP frente al exterminio de la Unión Patriótica, reactivaron su aparato militar en crecimiento durante el fallido proceso de paz. El 16 de junio de 1987 realizan la emboscada en la Quebrada Riecito  entre Puerto Rico y San Vicente del Caguán (Caquetá):27 muertos La tregua con el Gobierno se rompió y las conversaciones que continuaron de manera intermitente hasta 1990. El 22 de marzo, fue emboscada una patrulla de policías antinarcóticos en Necoclí (Antioquia),11 muertos y 3 secuestrados. Quebrada la tregua con las FARC-EP, combates y ataques en Arauca, Caquetá,Córdoba, Urabá y el Magdalena Medio. El 15 de noviembre las FARC-EP asesinan al parlamentario paramilitar Pablo Emilio Guarín. El 21 de noviembre las FARC-EP dinamitaron un puente entre Albania y San José (Caquetá):12 muertos; el 24 de enero de 1988 una emboscada en la vía entre Bucaramanga y Barrancabermeja (Santander):8 muertos. El 2 de octubre,  fue atacado un bus de transporte intermunicipal que transportaba militares en Cartagena del Chaira (Caquetá): 14 muertos. El 1 de noviembre en la vía entre El Castillo y Miravalles (Meta) miembros de las FARC-EP atacaron al Ejército Nacional:13 muertos. El presidente negó la autorización al ministro de Defensa, General Rafael Samudio, de conducir una estrategia de tierra quemada, forzado a dimitir. El 22 de noviembre en Bogotá atentado al General Manuel Jaime Guerrero Paz: 3 muertos.

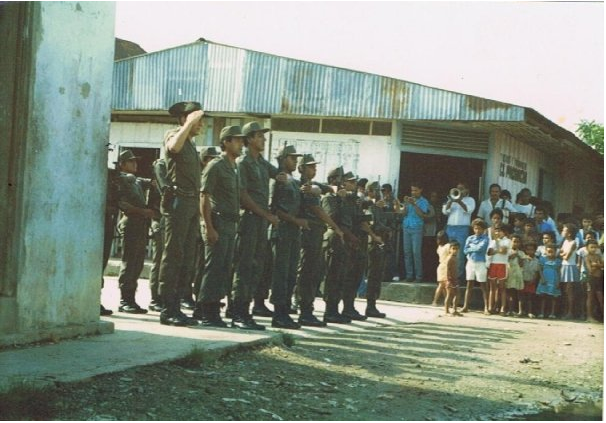
Policía Nacional de Colombia en 1987

#### Guerra con el EPL
El conflicto entró en una fase de recrudecimiento progresivo y las guerrillas multiplicaron sus acciones, justificando su creciente radicalización con los hechos de la “guerra sucia”. El 15 de febrero de 1987, fue detenido, torturado y luego presentado como muerto en combate, uno de los jefes máximos del EPL, Jairo de Jesús Calvo “Ernesto Rojas”. El 17 de febrero de 1988, el EPL asesina al coronel Jaime Gerardo Díaz López, en Tierralta (Córdoba). El 29 de mayo una emboscada del EPL en San Pedro de Urabá:14 muertos. El 23 de agosto, las FARC-EP y el EPL: Toma de Saiza (Tierralta, sur de Córdoba): 51 muertos y 22 secuestrados. Una semana después el 30 de agosto de 1988, los paramilitares del MRN (Muerte a Revolucionarios del Nordeste), en represalia ejecutaron la masacre de El Tomate en Canalete (Córdoba): 16 muertos. El EPL crea el Frente Popular en 1988 con el cual pretendía avanzar en las elecciones locales de ese año, apoyaba insurrecciones parciales en las regiones, utilizando para ello las movilizaciones sociales. El 27 de octubre de 1988, día del Paro Cívico Nacional convocado por la Central Unitaria de Trabajadores (CUT), y la Asociación Nacional de Usuarios Campesinos (ANUC), entre otras organizaciones, apoyado por el EPL, tras lo cual empezó a distanciarse el movimiento social de las guerrillas. Luego de la muerte de los Hermanos Calvo, de la incursión a Tenjo (Cundinamarca), el 9 de marzo de 1989, y del ataque en octubre de las FF.MM a un campamento  del EPL en Puerto Libertador Córdoba):8 muertos. El EPL entró a negociar con el gobierno para entrar a participar luego de su desmovilización en la Asamblea Nacional Constituyente de 1991 y crear el Movimiento Esperanza Paz y Libertad.

Bandera de la Coordinadora Guerrillera Simón Bolívar.

#### Coordinadora Guerrillera Simón Bolívar
Con el antecedente de la Coordinadora Nacional Guerrillera creada en 1985 por el M-19, la UC-ELN, el PRT, el M.A. Quintín Lame y el CRF que fue expulsado de la organización, y de una reunión en el Páramo del Sumapaz entre representantes del M-19 y Alfonso Cano de las FARC-EP, las distintas guerrillas que combatían al gobierno colombiano (FARC-EP, UC-ELN, EPL, M-19, PRT Y Quintín Lame) crearon el 27 de septiembre de 1987 la Coordinadora Guerrillera Simón Bolívar (CGSB), con el fin de poder coordinar mejor los esfuerzos de la guerra contra el estado y las Fuerzas Militares y los grupos paramilitares.
En octubre de 1988 la coordinadora respondió a la propuesta de plan de paz del gobierno  plantea un encuentro entre el Gobierno y la comandancia de las fuerzas guerrilleras para encontrar una salida política al conflicto bajo tres ejes fundamentales; la vida, la democracia y la soberanía nacional. El segundo punto era garantizar que las conversaciones se realizarán con los ministros de Gobierno, Defensa y Minas, así como a todos los comandantes de la CGSB. El testigo para esta posible negociación sería la Comisión de Convivencia Democrática.

### Paramilitarismo y Narcotráfico

#### Expansión de las Autodefensas

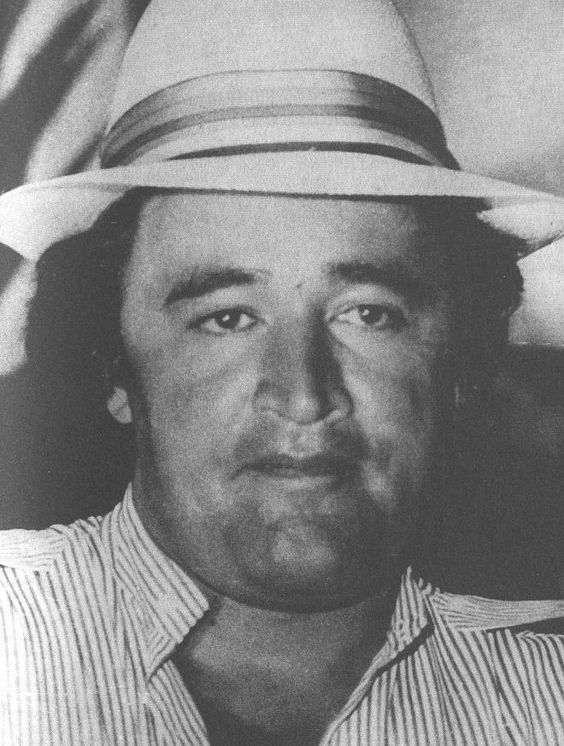
Gonzalo Rodríguez Gacha del Cartel de Medellín y creador de grupos narcoparamilitares.

Las guerrillas fueron expulsadas del sur del Magdalena Medio por los paramilitares que atacaron sus redes de apoyo y a la población civil, por medio de masacres, desplazamiento forzado, desapariciones, asesinatos selectivos, entre otras modalidades. El modelo de Puerto Boyacá declarada la Capital antisubversiva de Colombia, (la Asociación Campesina de Ganaderos y Agricultores del Magdalena Medio (ACDEGAM); comandada por Henry Pérez y Ariel Otero) fue exportado al resto del país y entrenaron a sus pares en Córdoba, Urabá y Antioquia (de los hermanos Castaño: Fidel, Carlos y Vicente denominados primero como 'Los Tangueros' luego como Muerte a Revolucionarios del Nordeste Antioqueño, MRN, posteriores Autodefensas Campesinas de Córdoba y Urabá), Boyacá, Cundinamarca, Putumayo y Meta (Los Masetos, de Rodríguez Gacha jefe de un ejército privado entrenado por mercenarios británicos e israelíes y el Movimiento Obrero Estudiantil Nacional Socialista MOENS), Cesar (los hermanos Prada); en la Sierra Nevada de Santa Marta (Hernán Giraldo y 'Los Rojas' de Adán Rojas); y en Casanare (las Autodefensas Campesinas de Casanare ACC de Los Buitrago). 
Los narcotraficantes, como nuevos terratenientes entraron a apoyar activamente el proceso conformando ejércitos privados y brindando recursos a los demás grupos que constituyeron ganaderos, hacendados, industriales, funcionarios públicos y miembros de las FF.MM. Este proceso fue respaldado por el hecho de que las autodefensas eran constitucionalmente legales y por los manuales de contrainsurgencia del Ejército Nacional, como el EJC-3-10,de noviembre de 1987 del General Óscar Botero Restrepo, se les considerara como apoyos indispensables en la lucha contra la subversión. En 1987, el ministro de Gobierno, César Gaviria, reconocía la existencia de 128 organizaciones de “justicia privada”. El gobierno Barco, derogó el Decreto 3398 de 1965, declarando ilegales las autodefensas. La ACDEGAM trató de camuflarse como movimiento político, Movimiento de Restauración Nacional (MORENA), guiado por Ernesto Báez. La campaña narcoterrorista de Los Extraditables, confirmó los vínculos entre narcotráfico y paramilitares. El 15 de diciembre de 1989, Gonzalo Rodríguez Gacha fue abatido por las autoridades;

#### Guerra sucia contra la izquierda

Bandera de la Unión Patriótica

La campaña de genocidio político contra la Unión Nacional de Oposición (UNO), la Unión Patriótica (UP), el Movimiento A Luchar, el Frente Popular, excombatientes, defensores de Derechos Humanos y otros movimientos sociales cuyos miembros fueron asesinados desde 1972, y después de las elecciones legislativas de 1986 vivieron su recrudecimiento, esta campaña fue efectuada por paramilitares, narcotraficantes, militares, funcionarios públicos, entre otros.  En septiembre de 1986, con el asesinato del senador Pedro Nel Jiménez en Villavicencio,  el representante a la cámara Leonardo Posada en Barrancabermeja. Ante lo cual el 13 de agosto de 1987, se realiza la Marcha de los claveles rojos en Medellín. El 25 de agosto es asesinado Héctor Abad Gómez, el 11 de octubre de asesinado el presidente de la UP Jaime Pardo Leal, el 24 de noviembre, 5 miembros de las Juventudes Comunistas (JUCO) muertos en Medellín. 
El  6 de octubre de 1987 la masacre de comerciantes de Santander: 19 muertos. El 21 de febrero de 1988 masacre en Vista Hermosa (Meta): 14 muertos. El 4 de marzo, Masacre de Honduras y La Negra:20 muertos. El 3 de abril en la Mejor Esquina (Córdoba), la banda de los Magníficos:  28 muertos; el 11 del abril: 23 muertos en Turbo. El Ejército Nacional, entre el 14 y el 15 de junio masacre en la vereda El Topacio, San Rafael (Antioquia): 14 muertos. El 30 de agosto 16 muertos en El Tomate (Córdoba), y el 11 de noviembre, “los Tangueros”: la masacre de Segovia (Antioquia):43 muertos. El 18 de enero de 1989 por paramilitares contra comisión judicial: la masacre de La Rochela:12 muertos. Asesinados el 27 de febrero Teófilo Forero del Partido Comunista y 3 muertos en Bogotá; el 3 de marzo, José Antequera de la UP y herido  Ernesto Samper del Partido liberal. El 29 de mayo la Masacre de Llana Caliente en  San Vicente de Chucuri (Santander), entre militares y paramilitares mueren el Coronel del Ejército Rogelio Correa Campos y 50 personas. En octubre, asesinado el  vicepresidente de la Asamblea de Antioquia, Gabriel Jaime Santamaría. El 14 de enero de 1990, Los Tangueros ejecutan la masacre de Pueblo Bello (Turbo, Antioquia):43 muertos.
El 22 de marzo asesinados Bernardo Jaramillo Ossa, candidato presidencial de la UP;y el 26 de abril Carlos Pizarro Leongómez, excomandante del M-19 y candidato presidencial, (declarados como delitos de lesa humanidad por la Fiscalía). En total fueron 2 candidatos presidenciales, 8 congresistas, 13 diputados, 70 concejales, 11 alcaldes y por lo menos 4.153 personas asesinadas, secuestradas o desaparecidas solo de la Unión Patriótica (Estos crímenes fueron declarados en 2014 por la Fiscalía General de la Nación como delitos de lesa humanidad, por lo que su investigación y judicialización no prescribirán). ' Muchos de los sobrevivientes al exterminio abandonaron el país. En 2021 se vincula a Virgilio Barco quien se habría reunido con Rafi Eitan y recibido la sugerencia de eliminar a la Unión Patriótica, según una investigación periodística.

#### La tercera guerra verde
La guerra verde del capo del Cartel de Medellín Gonzalo Rodríguez Gacha, con los esmeralderos de Boyacá divididos en dos grupos:  el grupo de Coscuez contra Víctor Carranza, Luis Murcia Chaparro 'El Pequinés' y Gilberto Molina del grupo de Muzo-Borbur, además se atenta contra quienes denunciaban estos hechos. En 1987 la Policía encuentra cultivos de coca en fincas de Carranza y Molina. Los Hombres de Carranza en entrenamiento con paramilitares en Puerto Boyacá en 1988. El 27 de febrero de 1989 en la masacre de Sasaima (Cundinamarca): Gilberto Molina y 17 muertos. En Bogotá: 4 muertos en el edificio Altos del Portal y 2 explosiones destruyen las instalaciones de Tecminas (propiedad de Víctor Carranza). y en diciembre abatido por la policía Gonzalo Rodríguez Gacha‘El Mexicano’. En este conflicto también se formaron grupos paramilitares, se enfrentaron con las FARC-EP y estuvieron implicados en la 'guerra sucia' contra la Unión Patriótica.  La guerra verde terminó después de la muerte de Gonzalo Rodríguez Gacha‘El Mexicano’, el 12 de julio de 1990, con la firma de un acuerdo de paz entre Víctor Carranza y  Luis Murcia Chaparro 'el Pequinés'(asesinado en 2014) Esta guerra dejó alrededor de 3.500 muertos.

#### Narcoterrorismo y guerra con 'Los Extraditables'

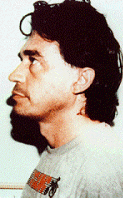
Carlos Lehder, del Cartel de Medellín primer narcotraficante colombiano extraditado.

El narcoterrorismo de los renombrados como Los Extraditables a finales de 1986,buscando la derogación del Tratado de Extradición, Asesinados en el segundo semestre de 1986, el Juez Gustavo Zuluaga en octubre, el Coronel de la Policía antinarcóticos Jaime Ramírez Gómez; y el director del diario El Espectador Guillermo Cano el 17 de diciembre (declarado por la Fiscalía en 2010 como delito de lesa humanidad), atentado en Budapest (Hungría), al exministro de Justicia Enrique Parejo González en enero de 1987.Capturado y extraditado a los Estados Unidos a Carlos Lehder del Cartel de Medellín, el 4 de febrero de 1987 (sería liberado y extraditado a Alemania en 2020).

#### Guerra entre carteles
Pablo Escobar, elimina a varios de sus aliados en una purga interna, desde un incidente con un capo del Cartel de Cali, Hélmer ‘Pacho’ Herrera, se transformó en una pugna abierta. Capturado en noviembre de 1987 de Jorge Luis Ochoa en Buga (Valle del Cauca), fue vista por Los Extraditables, como producto de una delación de los traficantes de Cali. Intento de secuestro al candidato a la alcaldía de Medellín Juan Gómez Martínez. Ochoa fue liberado amparado en el derecho de Habeas corpus, el gobierno profirió órdenes de extradición contra los principales miembros de la organización en enero de 1988. Hélmer “Pacho” Herrera del cartel de Cali, atacó a Escobar y dinamita el Edificio Mónaco el 13 de enero (derribado en 2019 para construir un parque en memoria de las víctimas del narcoterrorismo).
Inició la guerra de sicarios entre ambos cárteles y petardos en la cadena farmacéutica Drogas La Rebaja, propiedad de los Rodríguez Orejuela.  Contra el Estado a su vez, respondió secuestrando, al aspirante a la alcaldía de Bogotá, Andrés Pastrana Arango, el 16 de enero, y al procurador general de la Nación, Carlos Mauro Hoyos, el 25 de febrero, el rescate de Pastrana, dictaminó la muerte de Hoyos.  En marzo, Escobar escapó de la finca El Bizcocho, de su propiedad. En julio de 1988, el Secretario General de la Presidencia, Germán Montoya, en conversaciones con Los Extraditables, que el 15 de septiembre respondieron con una carta e hicieron llegar a Montoya un proyecto de ley de indulto y un plan de desmovilización. Pero se dilataron las conversaciones y al final se las presentó como iniciativa personal del intermediario. Como reacción el Cartel de Medellín inició una cadena de crímenes de jueces, de funcionarios del gobierno, periodistas y personajes de la vida pública. En marzo de 1989, Los Extraditables asesinaron a Héctor Giraldo Gálvez, apoderado del caso de Guillermo Cano, y en mayo dinamitaron la sede de la Televisora Mundo Visión. El 30 de mayo, una potente explosión al paso de la caravana del jefe del DAS, General Miguel Maza Márquez: 7 muertos en Bogotá. En Medellín, el 4 de julio, asesinado el Gobernador de Antioquia, Antonio Roldán Betancur y el 28 la Jueza María Helena Díaz.

#### Guerra total con 'Los extraditables'.

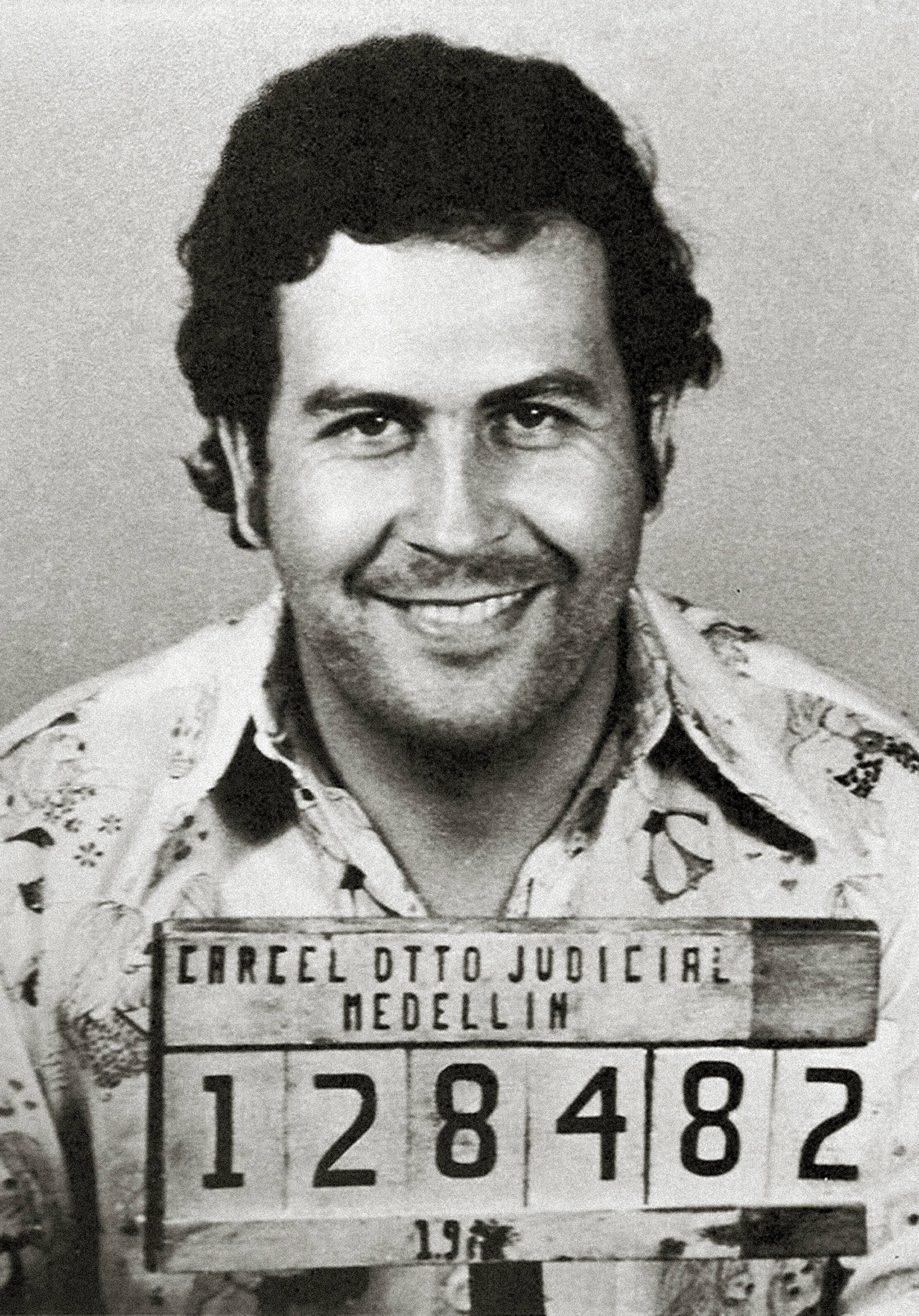
Pablo Escobar, Máximo capo del grupo narcoterrorista Cartel de Medellín

El 16 de agosto de 1989 asesinado el Magistrado del Tribunal Superior de Cundinamarca: Carlos Ernesto Valencia, y el 18, en Medellín, al Coronel Valdemar Franklin Quintero. En la noche, durante un mitin político en Soacha, asesinado por  Jaime Eduardo Rueda Rocha, el precandidato presidencial por el Partido liberal, Luis Carlos Galán. Enemigo de los narcotraficantes, favorito a las elecciones. Era el comienzo de la guerra total del estado colombiano contra el Cartel de Medellín y Los Extraditables. (fue declarado por el Consejo de Estado como delito de lesa humanidad).

“Colombia, óigase bien está en guerra. Esto no es una simple expresión retórica. El país está en guerra contra los narcotraficantes y los terroristas. Ni el gobierno, ni el país reposarán hasta no haber ganado esta guerra…”.
Virgilio Barco Vargas.

Con el decreto 1830 del 19 de agosto, Barco estableció la extradición por vía administrativa, sin contar con el fallo de la Corte Suprema de Justicia; con el Decreto 1863 autorizó a los jueces militares a practicar registros donde se presumía o existían indicios de personas u objetos relacionados con algún delito; con el Decreto 1856 ordenó la confiscación de los bienes muebles e inmuebles de los narcos; y con el 1859 autorizó la detención en condiciones de absoluta incomunicación y por un tiempo que excede las normas constitucionales, de personas de las que se tuvieran graves indicios de haber cometido delitos contra la existencia y seguridad del Estado. Se crea el Bloque de búsqueda con 500 hombres al mando del Coronel Hugo Martínez. El 23 de agosto, Los Extraditables respondieron con una carta a la opinión pública, asumiendo la guerra total. El terrorismo se multiplicó entre septiembre y diciembre de 1989 más de 100 artefactos hicieron explosión en Bogotá, Medellín, Cali, Bucaramanga, Cartagena, Barranquilla y Pereira contra edificios gubernamentales, instituciones bancarias, comerciales y de servicios. El 24 de agosto atentados en Medellín, el 2 de septiembre atentado al diario El Espectador, el 11 es asesinado el líder liberal Pablo Peláez González, el 21 atentado a 9 sedes políticas en Bogotá y el 25 atentado al Hotel Hilton en Cartagena. Las capturas de Eduardo Martínez y Rafael Abelló. El 16 de octubre atentado al periódico Vanguardia Liberal de Bucaramanga 4 muertos. Asesinados el Magistrado Héctor Jiménez Rodríguez, el periodista Jorge Enrique Pulido, el representante a la Cámara Luis Francisco Madero, y la Jueza del Tribunal Antioqueño Mariela Espinosa Arango. En octubre, 7 policías muertos en Medellín. Pablo Escobar escapa el 23 de noviembre sobre la Hacienda El Oro en Cocorná (Antioquia): 2 muertos y 55 detenidos. El 27, un avión de Avianca fue volado en el aire con sus 107 tripulantes a bordo, el 6 de diciembre atentado contra el General Maza y Atentado al edificio del DAS: 63 muertos y 500 heridos. El 15 de diciembre, Gonzalo Rodríguez Gacha abatido en la Operación Apocalipsis en Tolú y Coveñas (Sucre). Fue desempolvado el Artículo 28 de la Constitución de Colombia de 1886, que permitía la detención hasta por 10 días de personas sospechosas de alterar el orden público. Los Extraditables intentaron una nueva estrategia de diálogo y negociación con el Estado, queriéndolo presionar con el secuestro de Álvaro Montoya y de 2 parientes de Barco.
El expresidente Alfonso López Michelsen,propone la formación de una Comisión de Notables para negociar con los narcoterroristas. El 17 de enero de 1990, estos respondieron a dicha propuesta en un comunicado. Inmediatamente después liberaron los secuestrados, entregaron un bus con una tonelada de dinamita y un laboratorio de droga en Chocó. El intento de diálogo y negociación terminó en una nueva oleada de terrorismo; y una ofensiva militar en Envigado por la IV Brigada del Ejército Nacional mando del General Harold Bedoya. Los extraditables ponían fin a su tregua con el Estado y ofrecieron 2 millones de pesos por cada policía muerto: 'plan pistola' el 30 de marzo. Atentados contra el Bloque de Búsqueda, desde Itagüí el 11 de abril:13 muertos y 100 heridos fue el primero de los 18 hasta finales de julio: 90 muertos y 450 heridos. En represalia por el asesinato de 215 policías entre abril y julio de 1990, escuadrones de encapuchados y las autoridades, emprendieron limpieza social en las comunas, asesinan a decenas de jóvenes. El 12 de mayo: explosión en 2 centros comerciales de Bogotá:21 muertos; el mismo día en Cali: 9 muertos. A finales de mes, atentado al Hotel Intercontinental de Medellín: 12 muertos, asesinados el senador Federico Estrada Vélez y su conductor. El jefe militar de Escobar, John Jairo Arias Tascón, alias ‘Pinina’,abatido el 14 de junio de 1990, en El Poblado, y la masacre del Bar Oporto:23 muertos, y atentado a la estación Libertadores de la Policía,13 muertos. En julio, luego de un operativo en el Magdalena Medio antioqueño una vez más escapó Escobar, Los Extraditables decretaron una nueva tregua en espera de las decisiones que pudiera tomar la nueva administración de César Gaviria.
Esta etapa del conflicto armado interno se finaliza con un recrudecimiento del narcoterrorismo, la esperanza en la convocatoria a la Asamblea Nacional Constituyente de 1991 en la que participarían varias fuerzas políticas, el crecimiento del paramilitarismo y la posible continuidad de los diálogos con las distintas guerrillas abiertos tras las negociaciones y desmovilización del M-19.  
| Predecesor: Conflicto armado interno de Colombia en el Frente Nacional | Conflicto armado interno de Colombia entre 1974-1990 1974-1990 | Sucesor: Conflicto armado interno de Colombia entre 1990 y 2002 |